# Nacarina egena
Nacarina egena är en insektsart som först beskrevs av Navás 1930.  Nacarina egena ingår i släktet Nacarina och familjen guldögonsländor. Inga underarter finns listade i Catalogue of Life.